# Ed Archibald
Edward Blake Archibald, detto Ed (Toronto, 29 marzo 1884 – Toronto, 20 marzo 1965), è stato un astista canadese.
Nel 1906 prese parte ai Giochi olimpici intermedi di Atene classificandosi decimo nel salto con l'asta e settimo nel pentathlon, sebbene avesse portato a termine solo quattro delle cinque gare previste.
Nel 1908 partecipò ai Giochi olimpici di Londra conquistando la medaglia di bronzo nel salto con l'asta, a pari merito con Charles Jacobs e Bruno Söderström.

## Palmarès
| Anno | Manifestazione            | Sede   | Evento           | Risultato | Prestazione | Note  |
| ---- | ------------------------- | ------ | ---------------- | --------- | ----------- | ----- |
| 1906 | Giochi olimpici intermedi | Atene  | Salto con l'asta | 10º       | 2,750 m     |       |
| 1906 | Giochi olimpici intermedi | Atene  | Pentathlon       | 7º        |             | [ 1 ] |
| 1908 | Giochi olimpici           | Londra | Salto con l'asta | Bronzo    | 3,58 m      |       |